# هاوتزر طراز 50 ذاتي الدفع
هاوتزر طراز 50 ذاتي الدفع (إم-50) هو هاوتزر إسرائيلي ذاتي الحركة يعتمد على هيكل دبابات شيرمان. طوره فيلق العتاد خلال الستينيات نتيجة نقص المدافع ذاتية الدفع. دخل إم 50 الخدمة في 1967 وشارك في حرب الاستنزاف وحرب أكتوبر.

## التطوير
طُور هاوتزر إم-50 في الجيش الإسرائيلي نتيجة نقص مدافع ذاتية الدفع. حتى ذلك الحين، اعتمد سلاح المدفعية الإسرائيلي بشكل أساسي على قوام المدافع الثابتة التي تجرها الشاحنات، ولكن مع تطور سلاح المدرعات باعتبارها القوة البرية الرئيسية وكجزء من دروس حرب 1956، نشأت الحاجة إلى مجموعة من المدافع ذاتية الدفع التي يمكن أن تتقدم في أعقابها.
اعتمد تطوير إم-50 على شاسيه (هيكل) دبابة شيرمان، نُصب عليها هاوتزر طراز 50 عيار 155 مم فرنسي الصنع، والذي كان عاملاً آنذاك في الجيش الإسرائيلي. مع إزالة برج ومدفع الدبابة لتثبيت الهاوتزر. تطلب الهاوتزر المثبت في مؤخرة الدبابة نقل المحرك إلى مقدمتها.
كان لدى الجيش الإسرائيلي حوالي 150 هاوتزر من هذا النوع.

## المواصفات
بلغ الحد الأقصى لمدى إطلاق مدافع الهاوتزر إم-50 حوالي 23 كم. سمح عياره البالغ 155 ملم بإطلاق دانات شديدة الانفجار ومضادة للأفراد وقنابل دخان وقنابل العنقودية وقذائف المضيئة بوزن 45 كجم. كان معدل إطلاق قذائف الهاوتزر 3 مرات/دقيقة. وتكون طاقمه من 8 أفراد (قائد، سائق، مدفعي، 5 للتلقيم).
بلغ وزن الهاوتزر إم-50 34 طناً، وأمكن لمركبته أن تسير بسرعة قصوى تبلغ 45 كم/ساعة.

## الخدمة العملية
دخل إم-50 الخدمة في 1967 وشاركت بطاريات إم-50 في قصف معامل تكرير البترول في الزيتية بالسويس خلال عملية أفوكا (عملية الشعلة) في ذلك العام. خدم إم-50 في سلاح المدفعية في حرب الاستنزاف وحرب أكتوبر على جميع الجبهات. خرج إم-50 من خدمة الجيش الإسرائيلي في 1983.
شكل إم-50 العمود الفقري لسلاح المدفعية الإسرائيلي في السبعينيات حتى دخول المدافع الأمريكية المتقدمة ذاتية الدفع، مثل إم-109 (رايدر) في الخدمة.

## معرض الصور

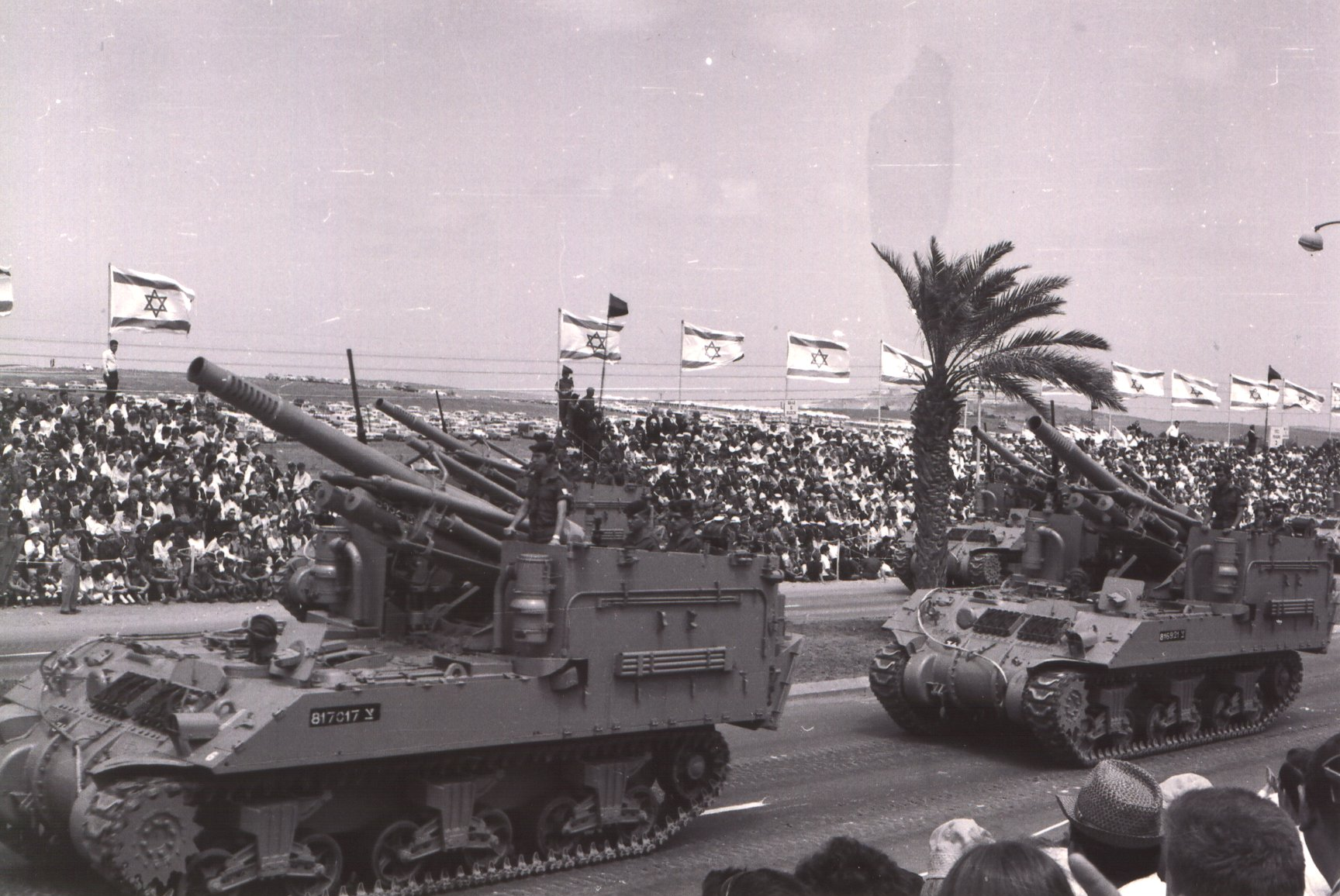
هاوتزر إم-50 خلال عرض عسكري في تل أبيب، 1965
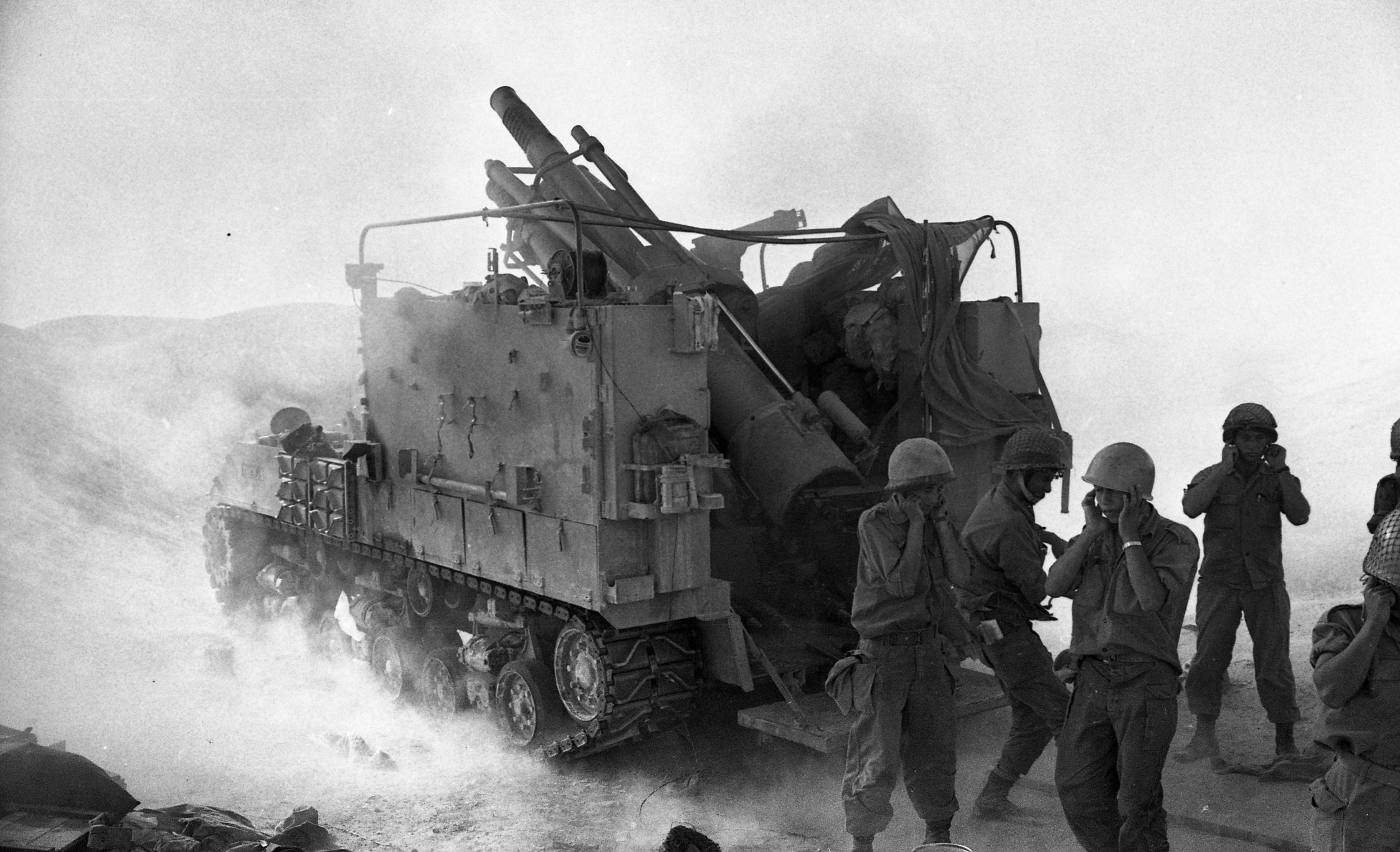
هاوتزر إم-50 خلال حرب الاستنزاف، 1969
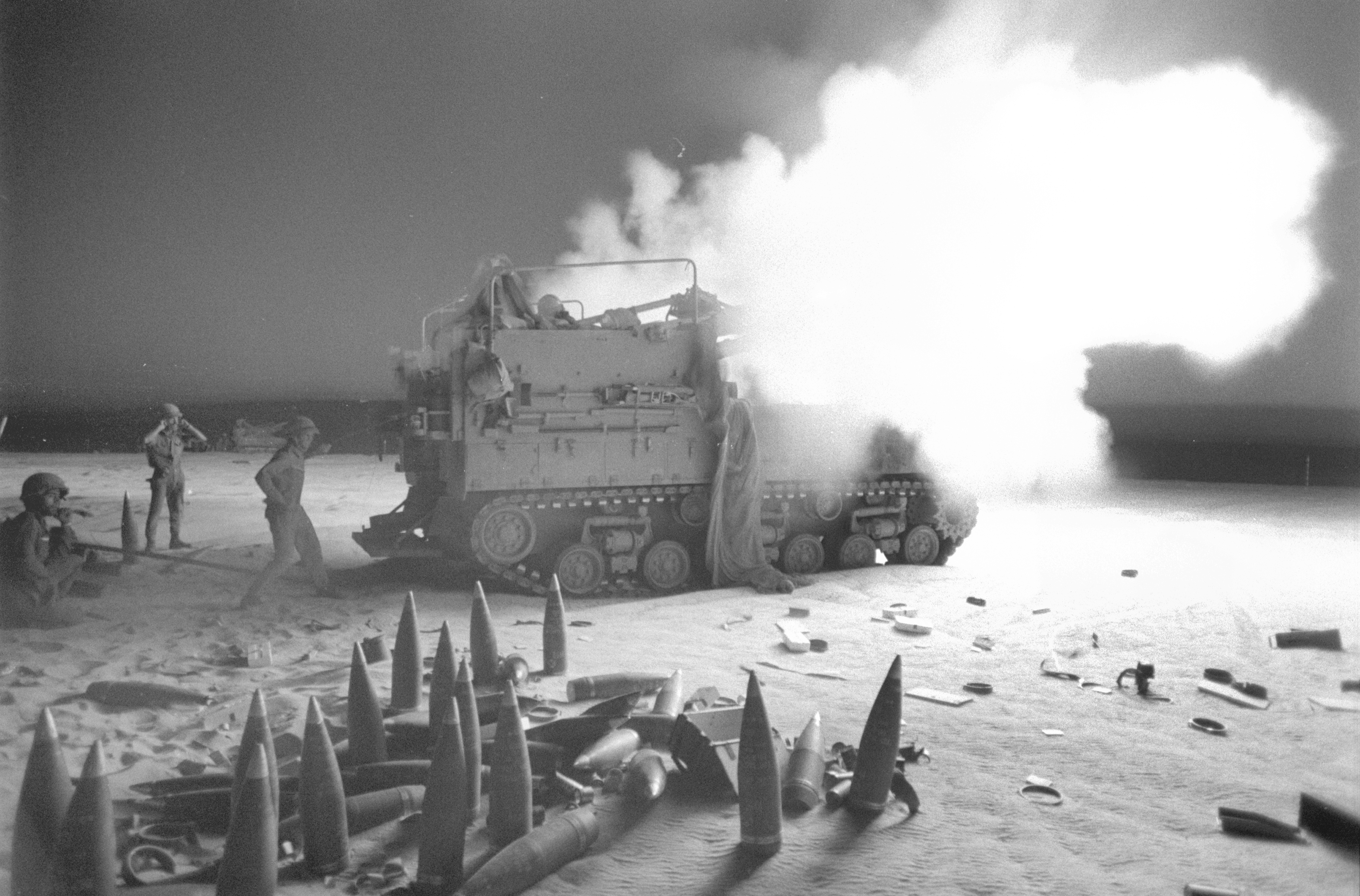
هاوتزر إم-50 خلال حرب أكتوبر

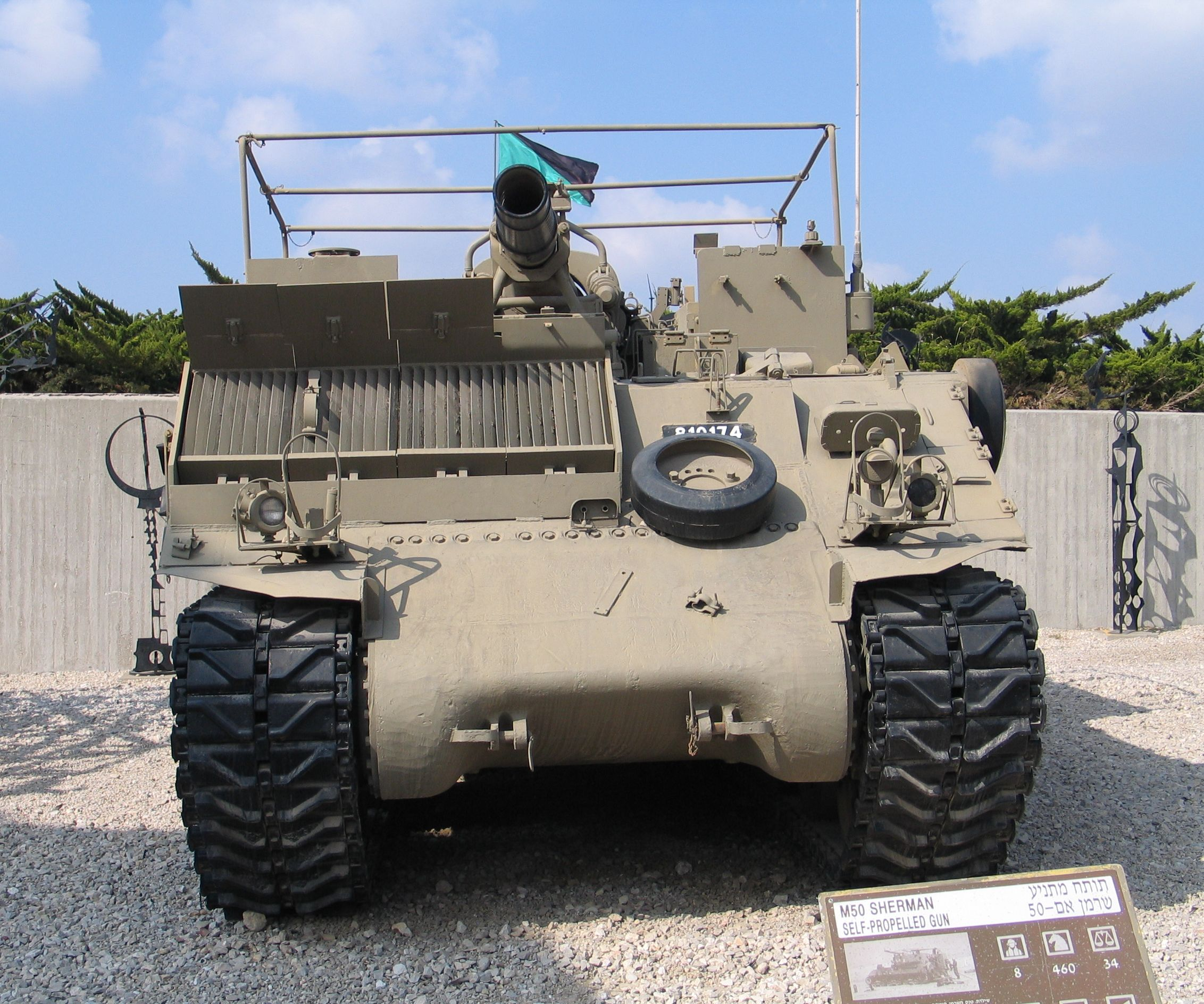
مقدمة الهاوتزر
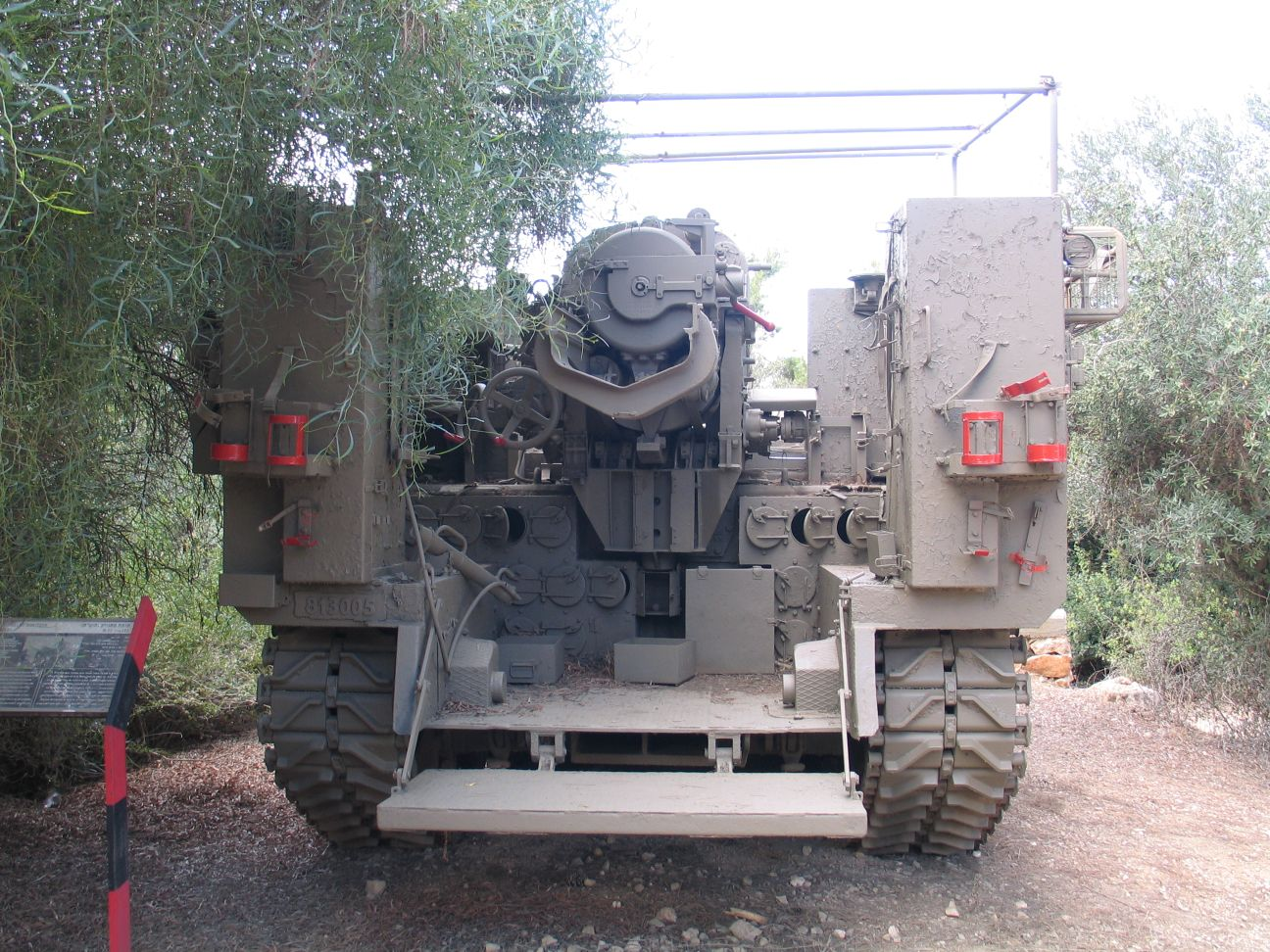
مؤخرة الهاوتزر
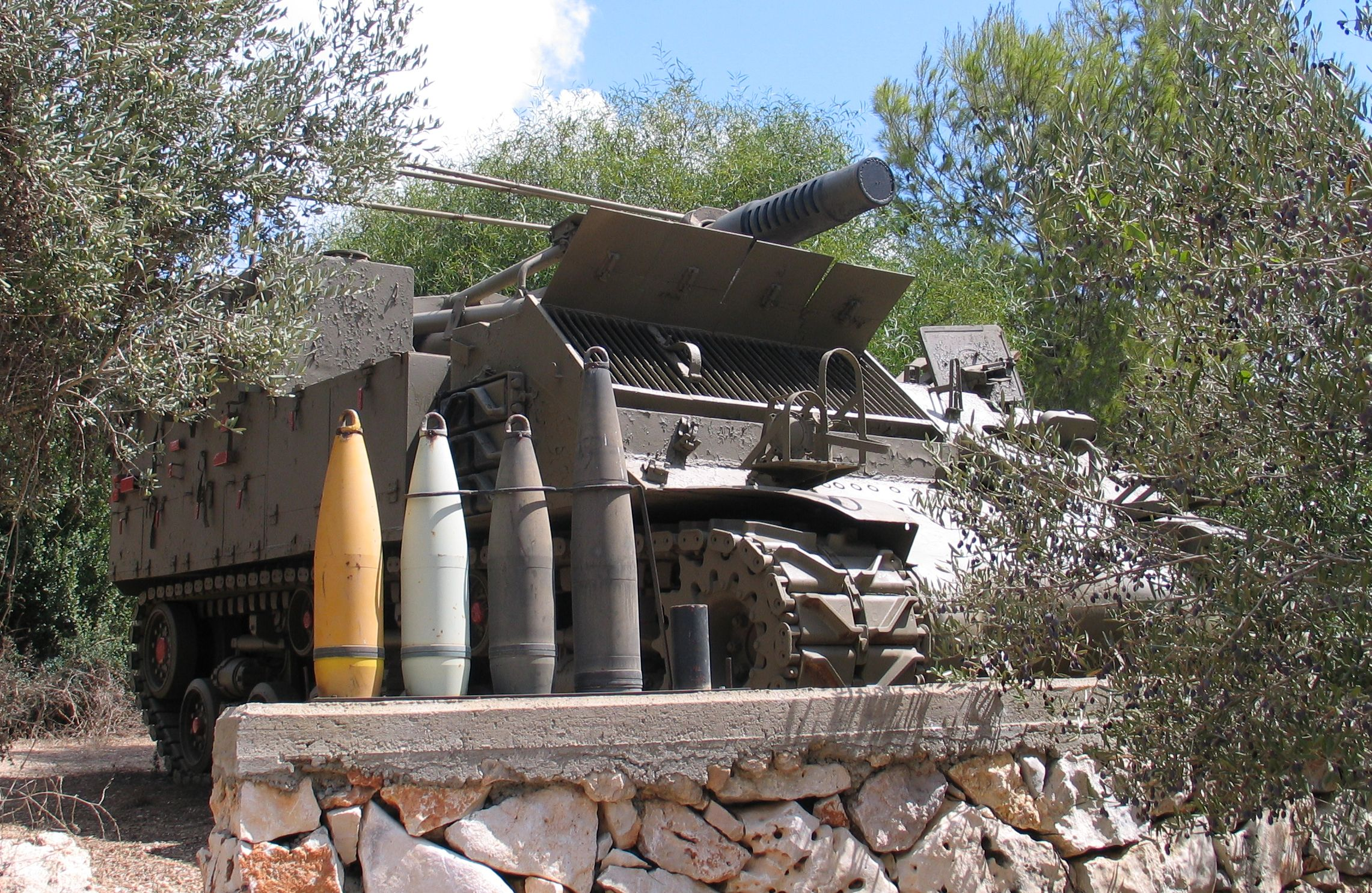
القذائف التي يستخدمها الهاوتزر

## وصلات خارجية
- مواصفات هاوتزر عيار 155 مم طراز 50
- أسلحة الحروب العربية-الإسرائيلية